# Festivals de la cançó del Bàltic
Els festivals de la cançó del Bàltic (estonià: laulupidu, letó: dziesmu svētki, lituà: dainų šventė) són festivals tradicionals de cançons i danses amateurs als Estats Bàltics inclosos en la Llista del Patrimoni Cultural Immaterial de la UNESCO.
El primer festival de la cançó es va celebrar a Zuric, Suïssa, el juny de 1843. Hi van assistir 2.184 cantants. La tradició es va estendre a Würzburg, Alemanya el 1845, i des d'allà va arribar als Estats Bàltics a través dels alemanys bàltics i les seves societats corals. Es va celebrar per primera vegada el 1869 a Estònia (Festival de la Cançó d'Estònia), i el 1873 a Letònia (Festival de la Cançó i la Dansa de Letònia). Finalment, la tradició va arribar a Lituània (Festival de la Cançó de Lituània) el 1924.
Els festivals són esdeveniments massius, que atrauen uns 30.000 cantants. Els festivals, que se celebren cada cinc anys a Estònia i Letònia, i cada quatre anys a Lituània, mostren cançons i danses populars tradicionals. Durant l'època soviètica, els festivals van ser una subtil protesta política contra el comunisme.
A finals de la dècada de 1980, les cançons es van convertir en una part integral del moviment independentista, coneguda com la Revolució Cantant. El 2014, el Festival de la Cançó d'Estònia va atreure un total de 159.300 persones. Aquesta va ser la xifra més gran registrada des de la reindependència d'Estònia.

## Festivals

### Estònia
- Festival de la Cançó d'Estònia
- Festival de dansa d'Estònia

### Letònia
- Festival Nacional de Cançó i Dansa letona

### Lituània
- Festival de la Cançó de Lituània